# Actias angulocaudata
Actias angulocaudata  (лат.) — вид павлиноглазок из подсемейства Agliinae.

## Распространение
Встречается в Китае.

## Описание
Размах крыльев 9—10 см. Окрашен в жёлтый цвет. Имеет маленькие фиолетовые глазки в центре в нижних крыльях и на верхних крыльях по центру ближе к верхнему краю.